# Alexej Terenin
Alexej Terenin (* 1969) je architekt, který se zabývá olejomalbou. Narodil se v Moskvě, kde i vystudoval vysokou školu architektonickou. Žije v Praze.[zdroj⁠?!]

## Umění
Zabýval se nejrůznějšími činnostmi, podílel se na divadelních představeních ve Velkém moskevském divadle jako scénograf a návrhář kostýmů. Vyzkoušel si spoustu nejrůznějších malířských technik, aby vyzkoušel, co by mu vyhovovalo nejvíce. Jeho tématy jsou figury v kompozici se zvířaty a různé jiné snové výjevy. Jeho obrazy jsou specificky barvené do teplých tónů spíše pastelových než křiklavých. Vystavuje po celém světě, kromě České republiky např. v Japonsku[zdroj⁠?!], Rusku, Americe či Velké Británii.

## Galerie
V Praze má dvě galerie pod názvem T studio, z nichž jedna je u Malostranského náměstí. Druhá je v ulici Štupartské 5.